# Église Sainte-Bernadette de Lourdes
L'église Sainte-Bernadette de Lourdes est le dernier en date des lieux de culte édifiés dans l'enceinte du sanctuaire de Lourdes. Elle est située face à la grotte de Massabielle, sur la rive opposée (rive droite) du Gave de Pau, près du vaste terrain libre de constructions situé en aval et désigné comme « la Prairie ». Elle est dédiée à sainte Bernadette.
Édifice volontairement polyvalent conçu pour des besoins spécifiques que ne pouvaient satisfaire les trois basiliques construites antérieurement sur l'autre rive, c'est en particulier ici que se réunit régulièrement l'assemblée plénière des évêques de France.

## Historique
La construction de cette église est à l'initiative de Mgr Donze, évêque de Tarbes et Lourdes. Projetée en 1982, la première pierre a été posée le 26 octobre 1986. L'inauguration du bâtiment a eu lieu le 25 mars 1988, cent trente ans exactement après la seizième apparition de la Vierge à Bernadette Soubirous au cours de laquelle elle lui déclara « Je suis l'Immaculée Conception ».
À la différence des trois basiliques, construites antérieurement (basilique de l'Immaculée-Conception, basilique Notre-Dame-du-Rosaire, basilique Saint-Pie-X), elle se trouve sur la rive droite du Gave de Pau, face à la grotte de Massabielle, près de l'emplacement où se tenait Bernadette le 16 juillet 1858 lors de la dix-huitième (et dernière) apparition, celle-ci ayant été empêchée de se rendre à la grotte par des barricades installées par les autorités civiles,.
Le bâtiment est l'œuvre des architectes Jean-Paul Félix, Cyril Després Jean Paul Guinard et Dominique Yvon

## Description

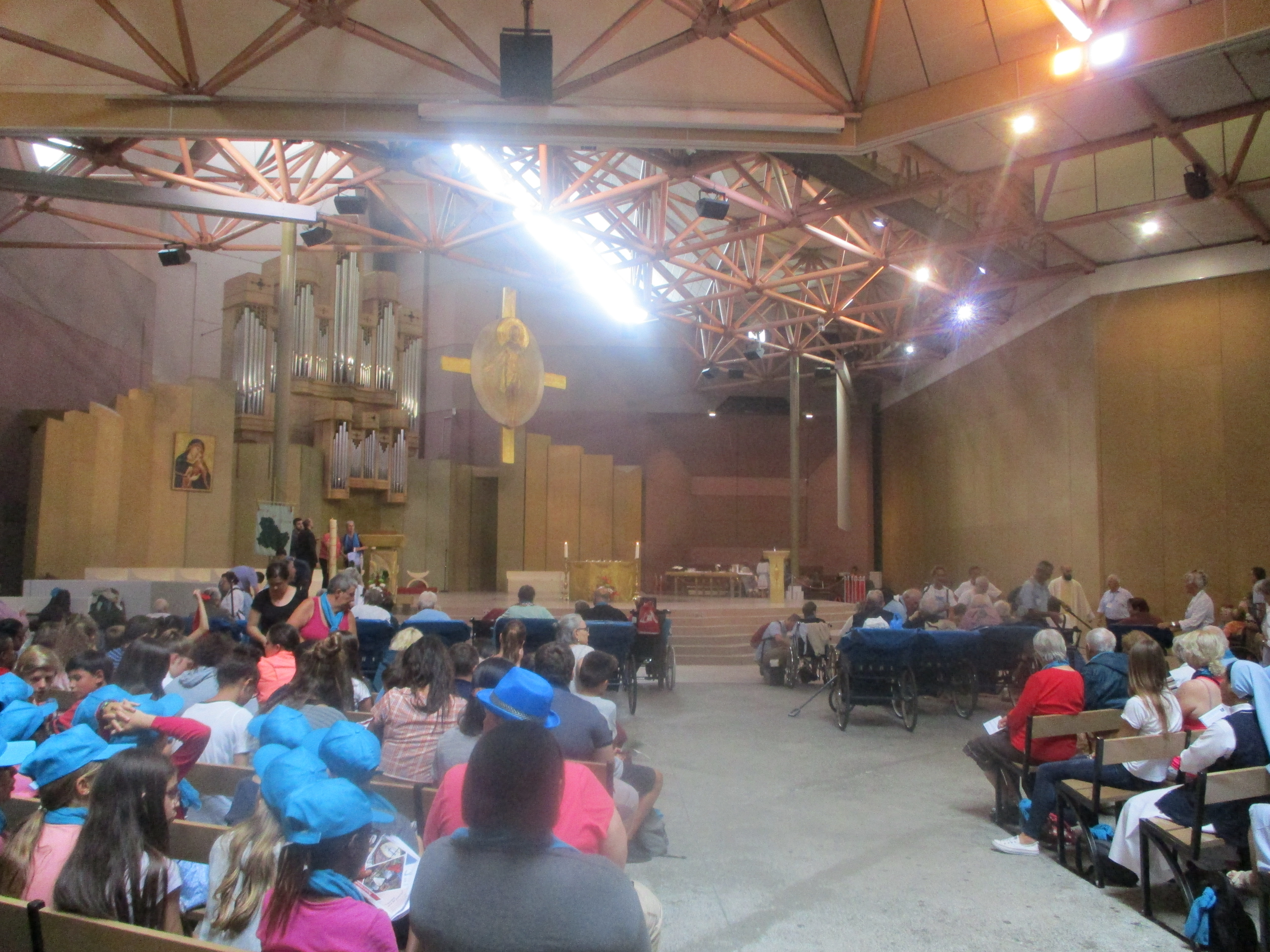
Vue intérieure de l'église.

L'église Sainte-Bernadette est enchâssée dans un ensemble de bâtiments modernes abritant l'Accueil Notre-Dame. Elle est fonctionnelle dans le goût des années 1970-1980 — l'aspect extérieur d'un bâtiment religieux n'était pas exigé dans le cahier des charges qui en revanche demandait une grande simplicité de lignes —. L'église, de style brutaliste, est conçue pour être polyvalente et modulaire, pouvant accueillir des rassemblements jusqu'à 5 000 personnes dont 300 malades en voiturette. Elle peut servir évidemment pour les offices religieux, le plus souvent pour les messes de clôture des pèlerinages diocésains ; mais aussi pour d'autres types de rassemblements, tels que conférences ou carrefours. La nef peut être transformée en deux salles indépendantes grâce à des cloisons mobiles. Bâtie en l'espace de vingt mois, l'église Sainte-Bernadette a coûté 52 880 000 francs.
Trois passerelles piétonnières jetées au-dessus du Gave permettent aux pèlerins de se rendre de l'église ou des bâtiments de service attenants (en particulier l'Accueil Notre-Dame) vers l'esplanade et le parvis des basiliques sans quitter le domaine des sanctuaires.
Le mobilier liturgique est l'œuvre du sculpteur Dominique Kaeppelin.

### Orgue
L'orgue de l'église, réalisé par le facteur Barthélémy Formentelli, compte trois claviers et trente-sept registres. Il  a été inauguré le 8 décembre 1992, et se compose comme suit :
| I. Positif de dos  | I. Positif de dos | II. Grand-Orgue    | II. Grand-Orgue | III. Récit | III. Récit | Pédale   | Pédale |
| Montre             | 8'                | Bourdon            | 16'             | Bourdon    | 8'         | Flûte    | 16'    |
| Bourdon            | 8'                | Montre             | 8'              | Cornet     | IV         | Flûte    | 8'     |
| Prestant           | 4'                | Bourdon            | 8'              | Hautbois   | 8'         | Flûte    | 4'     |
| Flûte à cheminée   | 4'                | Prestant           | 4'              |            |            | Bombarde | 16'    |
| Nazard             | 2 2/3'            | Grosse tierce      | 3 1/5'          | Trompette  | 8'         |          |        |
| Doublette          | 2'                | Nazard             | 2 2/3'          | Clairon    | 4'         |          |        |
| Tierce             | 1 3/5'            | Doublette          | 2'              |            |            |          |        |
| Larigot            | 1 1/3'            | Quarte             | 2'              |            |            |          |        |
| Fourniture         | III               | Tierce             | 1 3/5'          |            |            |          |        |
| Cymbale            | II                | Fourniture         | IV              |            |            |          |        |
| Trompette          | 8'                | Cymbale            | III             |            |            |          |        |
| Cromorne           | 8'                | Grand cornet       | V               |            |            |          |        |
|                    |                   | Première trompette | 8'              |            |            |          |        |
| Deuxième trompette | 8'                |                    |                 |            |            |          |        |
| Clairon            | 4'                |                    |                 |            |            |          |        |
| Voix humaine       | 8'                |                    |                 |            |            |          |        |

### Hémicycle
En annexe est construit un hémicycle (nommé « Mont-Carmel »), salle de réunion et de travail avec équipement (sièges et tables) amovible, pouvant rassembler jusqu'à cinq cents personnes en congrès : c'est le lieu de réunion habituel de la Conférence des évêques de France.